# Turán-tétel
A Turán-tétel vagy Turán-féle gráftétel meghatározza, hogy legfeljebb hány éle lehet egy (teljes véges) gráfnak, amely nem tartalmaz adott nagyságú teljes gráfot. Turán Pál 1941-ben publikálta tételét, ami a gráfelmélet egy jelentős fejezetét, az extremális gráfelméletet indította el.

## A tétel
Egyszerűbb formájában a tétel a következőt mondja: ha egy n szögpontú gráfban nincs {\displaystyle K_{k+1}} (teljes k+1-es), akkor éleinek száma legfeljebb
A tétel teljes formája szerint, ha {\displaystyle n=kq+r}, ahol {\displaystyle 0\leq r<k} és egy n pontú gráfban nincs {\displaystyle K_{k+1}}, akkor az élek e számára
teljesül. Ez minden n-re pontos, egyenlőség egyetlen gráfra, a T(n,k) Turán-gráfra teljesül: ez k közös elem nélküli {\displaystyle A_{1},\dots ,A_{k}} halmazból áll, ahol {\displaystyle |A_{1}|=\cdots =|A_{r}|=q+1}, {\displaystyle |A_{r+1}|=\cdots =|A_{k}|=q}, két pontot pontosan akkor kötünk össze, ha különböző osztályokban vannak.

## A háromszög nélküli eset
Ebben a speciális esetben (amit Mantel már 1907-ben igazolt) azt kell belátnunk, hogy ha egy n szögpontú gráfban nincs háromszög, akkor az élek e számára {\displaystyle e\leq {\frac {n^{2}}{4}}} teljesül.

### Első bizonyítás
Legyenek a csúcsok {\displaystyle v_{1},\dots ,v_{n}}. Tegyük fel, hogy a {\displaystyle v_{i}} és a {\displaystyle v_{j}} csúcsok össze vannak kötve. A további {\displaystyle n-2} pont egyike sem lehet mindkettővel összekötve. Ezen {\displaystyle n-2} pontból {\displaystyle d(v_{i})-1} és {\displaystyle d(v_{j})-1} van összekötve {\displaystyle v_{i}}-vel, illetve {\displaystyle v_{j}}-vel (ahol {\displaystyle d(v)} a v pont foka). Mivel egyik sem lehet mindkettővel összekötve, kapjuk, hogy
azaz
Ezt minden összekötött pontpárra összeadva a jobb oldal en lesz, a bal oldalban pedig minden {\displaystyle d(v_{i})} tag annyiszor szerepel, ahány élben {\displaystyle v_{i}} van, azaz {\displaystyle d(v_{i})}-szor. Tehát
adódik.
A számtani és négyzetes közép közötti egyenlőtlenséget felhasználva
Mivel {\displaystyle d(v_{1})+\cdots +d(v_{n})=2e}, a fenti egyenlőtlenséget így alakíthatjuk:
ami átrendezve éppen a bizonyítandó állítás.

### Második bizonyítás
Legyen a legnagyobb független (élnélküli) ponthalmaz elemszáma k és legyen A egy k elemű független halmaz. Jelöljük B-vel A komplementerét. Mivel a gráfban nincs háromszög, minden pont szomszédainak halmaza független, tehát legfeljebb k elemű. Továbbá minden élnek egyik, esetleg mindkét végpontja B-beli (mert A független), így az élek e számára a következőt kapjuk:
az utolsó lépésben felhasználva a számtani és mértani közép közötti egyenlőtlenséget.

## Az általános eset bizonyítása
A tételt q-ra indukcióval igazoljuk. Ha q=0, akkor tehát a gráfnak r<k csúcsa van, semmiképpen sem lehet benne teljes (k+1)-szög, az élek maximális száma így
amint azt kiszorzással láthatjuk.
Tegyük fel, hogy q>0 és adott egy n szögpontú és maximális élszámú {\displaystyle K_{k+1}}-et nem tartalmazó gráf. Ebben mindenképpen van teljes k-as, különben egy élt még hozzá tudnánk adni. Legyen A egy k elemű teljes ponthalmaz, B pedig a maradék pontok halmaza. Nyilván B elemszáma n-k. Jelölje a,b,c rendre az A-ban, B-ben, illetve A és B között futó élek számát. Nyilván {\displaystyle e=a+b+c}. Mivel A teljes gráf,
Az indukció miatt azt is tudjuk, hogy
Egyetlen B-beli pont sem lehet összekötve minden A-belivel, hiszen ekkor lenne egy teljes (k+1)-es. Azaz minden B-beli pontból legfeljebb k-1 él megy A-ba, így minden pontra összeszámolva adódik {\displaystyle c\leq (n-k)(k-1)}.
Összeadva adódik
ami, mint kiszorzással látható, azonos a következővel:
Be kell még látnunk, hogy egyenlőség csak a Turán-gráf esetén teljesül. Ha egyenlőség van, akkor b és c esetén is egyenlőségnek kell teljesülnie. Azaz minden B-beli csúcs k-1 A-beli csúccsal van összekötve és (az indukció miatt) B a T(n-k,k) Turán-gráf. B felbomlik a majdnem egyenlő nagyságú {\displaystyle B_{1},\dots ,B_{k}} halmazokra és pontosan a különböző halmazokban levő csúcsok vannak összekötve. Két különböző {\displaystyle B_{i}}-ben levő csúcs nem lehet ugyanazzal a k-1 A-beli csúccsal összekötve, mert ekkor teljes k+1-est kapnánk. Mivel A-nak pontosan k darab k-1 elemű részhalmaza van, csak az lehet, ha minden {\displaystyle B_{i}}-beli csúcs ugyanabba az A-beli csúcsba nincs bekötve, és ez különböző i-re különböző, ezért A elemeit felsorolhatjuk {\displaystyle a_{1},\dots ,a_{k}}-ként, hogy {\displaystyle B_{i}} elemei pontosan {\displaystyle a_{i}}-be nincsenek bekötve. De ezzel azt kapjuk, hogy gráfunk a {\displaystyle T(n,k)} Turán-gráf az {\displaystyle B_{1}\cup \{a_{1}\},\dots ,B_{k}\cup \{a_{k}\}} osztályokkal.